# Nacala-a-Velha
Nacala-a-Velha est une ville située sur la côte nord du Mozambique, le long de la rive occidentale de la baie de Fernão Veloso, en face de la ville de Nacala, située de l'autre côté de la baie.
Un grand terminal charbonnier maritime a été édifié à Nacala-a-Velha en janvier 2016. L'infrastructure est exploitée par le port de Nacala. Le chemin de fer de Nacala relie ce terminal à la  mine de charbon de Moatize située dans la province de Tete, à 912 km du port. Le charbon acheminé par train est ensuite transbordé sur des vraquiers à Nacala-a-Velha pour être exporté.